# Warden (Waszyngton)
Warden – miasto w Stanach Zjednoczonych, w stanie Waszyngton, w hrabstwie Grant.